# Walther von der Vogelweide

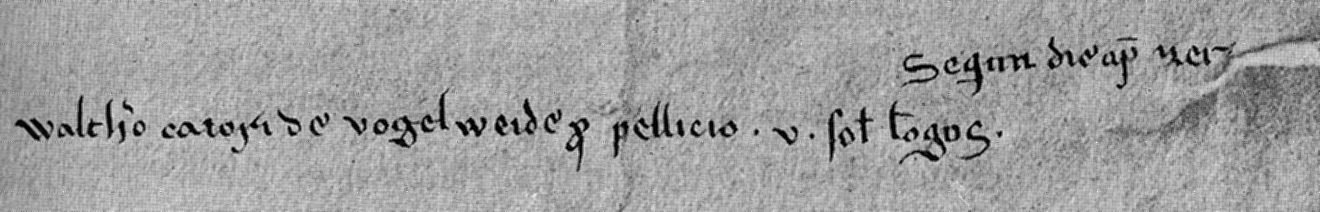
Única referência escrita sobre Walther von der Vogelweide.

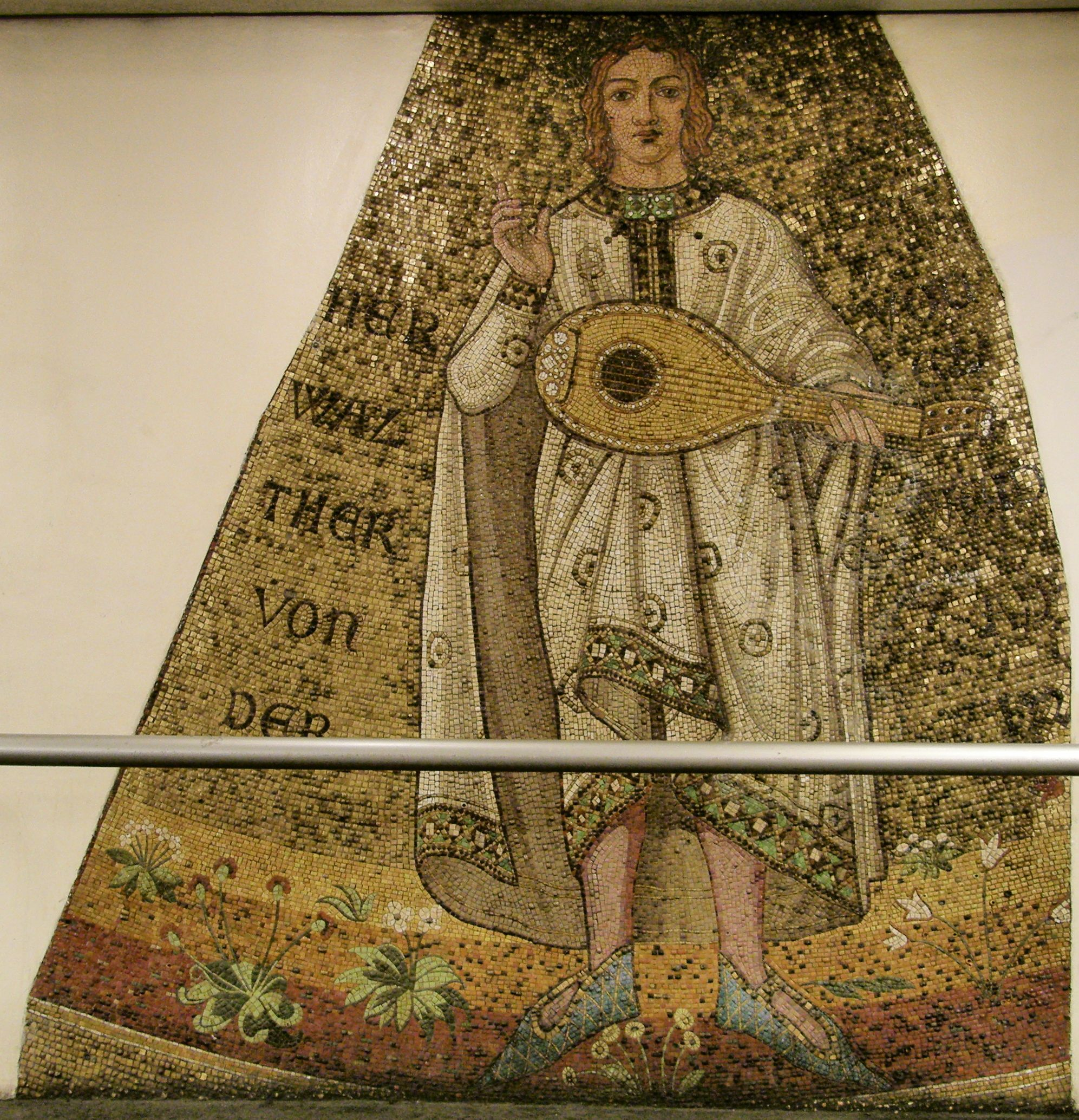
Mosaico de Walther von der Vogelweide, datado de 1903, na estação de metro da Praça Richard Wagner, em Berlim.

Walther von der Vogelweide (provavelmente em 1170, na Baixa Áustria —- provavelmente em 1230, em Würzburg) foi um poeta de língua germânica da Idade Média (alto alemão antigo).

## Biografia
Apesar de toda sua fama, o nome de Walther não é encontrado em registros contemporâneos, exceto por uma única menção nos relatos do bispo Wolfger de Erla, da diocese de Passau, que, em 12 de novembro de 1203, escreveu: "Walthero cantori de Vogelweide pro pellicio v solidos longos" (traduzindo: "Para Walther, o cantor de Vogelweide, cinco xelins por um casaco de peles). A maior fonte de informação sobre Walther está em seus próprios poemas e referências ocasionais que dele fazem outros trovadores como, por exemplo, o lamento sobre a morte de grandes cantores do passado ("Wol mich des tages").
O título de Sir (Herr, em alemão) dado à Walther pelos seus contemporâneos indica que ele possuía origem nobre. Porém, seu nome Vogelweide (que significa "relva dos pássaros", o local onde os pássaros são capturados) deixa claro que não pertencia à mais alta nobreza (a qual concedia seus títulos através dos nomes dos castelos ou burgos), mas sim prestava serviços à nobreza (Ministerialen), vassalo dos grandes senhores, que não diferiam muito em riqueza e posição social dos camponeses livres.

## Origem e descendência
O local de nascimento de Walther ainda desconhecido nos dias atuais e talvez nunca será possível indicá-lo com exatidão em razão da ausência de documentos escritos. Há poucas chances de descobrir pelo seu nome. Na Idade Média, existiam muitos locais denominados "Vogelweide" nas proximidades de castelos e cidades, onde eram capturados tanto os falcões para o exercício da falcoaria como pássaros canoros para a criação doméstica.
Por esta razão, assume-se que o poeta recebeu este nome em um âmbito local e não através de um intercâmbio nacional, devido a ambigüidade desta designação (outros pessoas da alta nobreza e poetas que viajavam com seus senhores usavam o nome inequívoco de seu senhor ou de seu local de origem). Portanto, o nome era significativo apenas nas proximidades onde existia um único Vogelweide ou era entendido como um sobrenome metafórico do cantor (nomes artísticos eram comuns de serem adotados por poetas do séculos XII e XIII, enquanto que os trovadores germânicos eram conhecidos pelo nome de sua família nobre, com o qual usavam para assinar documentos).

## Principais obras
- Herzeliebez vrouwelin
- Ir sult sprechen willekomen
- Ottenton
- Under der linden
- Unmutston
- der Reichston, composto de três partes:
  - Ich saz ûf eime steine
  - Ich hôrte diu wazzer diezen
  - Ich sach mit mînen ougen
- Palästinalied